# Jean Chouan

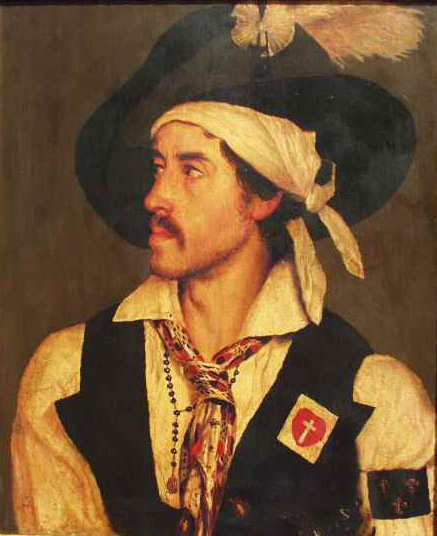
Jean Chouan.

Jean Cottereau, mucho más conocido por su apodo, Jean Chouan (Saint-Berthevin (Mayenne), 30 de octubre de 1757 - Olivet, (Mayenne, 28 de julio de 1794), fue, junto a sus hermanos Pierre, François y René uno de los principales líderes contrarrevolucionarios y realistas del movimiento desarrollado en Mayenne en 1793 y que se conoce como Chuanería o Guerra de los Chuanes. 

## Orígenes
Jean Cottereau nació en una familia de comerciantes de zapatos, como segundo hijo varón de Pierre Cottereau, llamado Chouan. Por esa razón, heredó al igual que el resto de sus hermanos el mote de chouan (taciturno), aunque los orígenes de este apelativo son inciertos. 
Su padre murió en 1778, siendo aún Jean muy joven. Junto a sus hermanos François y René se dedicó entonces al contrabando de sal, que estaba gravada con fuertes impuestos. Para el desarrollo de este trabajo los tres hermanos contaban con excelentes capacidades, pues conocían a fondo el bosque, a pesar de lo cual fueron detenidos en varias ocasiones. Tenían un carácter arisco y violento, que les ocasionó numerosos pleitos que arruinaron a su familia. 